# Мэлоун, Мозес
Мозес Юджин Мэлоун (англ. Moses Eugene Malone; 23 марта 1955[…], Питерсберг, Виргиния[…] — 13 сентября 2015, Норфолк, Виргиния) — американский баскетболист, выступавший как в Американской баскетбольной ассоциации (АБА), так и в Национальной баскетбольной ассоциации (НБА). Мэлоун трижды становился самым ценным игроком регулярного чемпионата НБА. В 1983 году завоевал чемпионский титул в составе «Филадельфия Севенти Сиксерс», попутно став самым ценным игроком финала НБА. Во время своего ухода из профессионального спорта был последним бывшим игроком АБА. В 1996 году был включён в список 50 величайших игроков в истории НБА, в 1997 году — в сборную всех времён АБА, а в 2001 году был введён в Зал славы баскетбола.

## Выступления в Американской баскетбольной ассоциации

### «Юта Старз»
Мэлоун начал свою профессиональную карьеру в 1974 году, подписав контракт стоимостью 1 млн долларов с клубом Американской баскетбольной ассоциации «Юта Старз». Его приход в профессионалы газета The New York Times охарактеризовала как «первый школьник в современном баскетболе, который пришёл сразу в профи». По приходе в «Старз» рост Мэлоуна составлял 208 см, а вес был всего 98 кг, и первоначально он выступал на позиции форварда. И лишь когда он немного набрал вес и мышечную массу он стал выходить на позиции центрового. Уже в своём дебютном сезоне Мэлоун начал показывать хорошую игру и был приглашён принять участие в матче всех звёзд, а по итогам сезона был включён в сборную новичков.

### «Спиритс оф Сент-Луис»
В середине его второго сезона в АБА его команда «Юта Старз» разорилась и игрока продали в «Спиритс оф Сент-Луис», где он и закончил чемпионат. За два года в АБА Мозес в среднем за игру набирал 17,2 очка и делал 12,9 подбора.

## Карьера в НБА

### «Портленд Трэйл Блэйзерс» (1976)
Слияние АБА и НБА произошло после сезона 1975–76, но «Спиритс оф Сент-Луис» не попали в число команд АБА, выбранных для перехода в НБА. Мэлоун уже был выбран командой НБА «Нью-Орлеан Джаз» в декабре 1975 года на драфте перед слиянием. Тем не менее, НБА разрешила включить Мэлоуна в драфт рассредоточения игроков АБА 1976 года. «Портленд Трэйл Блэйзерс», получившие второй выбор от «Атланта Хокс», выбрали Мориса Лукаса, а также Мэлоуна под пятым номером с ценой подписания в 300 000 и 350 000 долларов соответственно.
«Блейзерс», которые также приобрели на драфте тяжелого форварда Мориса Лукаса, выбрали Мэлоуна для обмена. «Портленд» обменяли его в «Баффало Брейвз» перед первой игрой сезона 1976-77 годов на драфт-пик НБА 1978 года и $232 000. Мэлоун сыграл в  «Баффало» две игры. Поскольку они не могли удовлетворить требования Мэлоуна в отношении игрового времени, они обменяли его в «Хьюстон Рокетс» в обмен на выбор в первом раунде драфтов 1977 и 1978 годов.  

### «Хьюстон Рокетс» (1976–1982)
В общей сложности в сезоне 1976–77 годов он провел 82 игры как за «Баффало», так и за «Хьюстон», и закончил сезон, набирая в среднем 13,2 очков и 13,1 подборов за игру, заняв третье место в рейтинге подборов. Во второй игре полуфинала Восточной конференции против «Вашингтон Буллетс» Мэлоун сделал 15 подборов в атаке в овертайме, установив рекорд плей-офф НБА. «Рокетс» дошли до финала Восточной конференции, где проиграли «Филадельфии Севенти Сиксерс», его будущей команде, со счетом 4–2. Во время своего второго сезона в НБА (1977–78 годов) у Мэлоуна диагностировали стрессовый перелом правой ноги, из-за которого он пропустил последние 23 игры. Несмотря на пропущенное из-за травмы время, Мэлоун лидировал в НБА с 380 подборами в нападении и занял второе место с 15,0 подборами в среднем за игру. Его результативность улучшилась до 19,4 очков за игру, и он впервые появился в Матче всех звезд НБА в 1978 году.
В сезоне НБА 1981-82 годов Мэлоун набирал в среднем 31,1 очко при 14,7 подборах и получил свою вторую награду MVP. Он неоднократно становился лидером НБА по подборам и занял второе место по результативности лиги после Джорджа Гервина (32,3). Он также был лидером лиги по подборам в нападении (558) и количеству сыгранных минут (3398, 42,0 за игру). В конце сезона Мэлоун во второй раз попал в первую Сборную всех звёзд НБА. В последнем сезоне Мэлоуна в Хьюстоне «Рокетс», после выхода в финал НБА в 1981 году, вышли в первый раунд плей-офф 1982 года. Хотя Мэлоун набирал в среднем 24,0 очка и 17,0 подборов, «Сиэтл» победил «Хьюстон» со счетом 2:1.

### «Филадельфии Севенти Сиксерс»
2 сентября 1982 года он подписал контракт с командой «Филадельфии Севенти Сиксерс» на шесть лет на 13,2 миллиона долларов. Сезон 1982-83 стал лучшим в карьере Мозеса Мэлоуна. В 78 регулярных матчах центровой набирал по 24,5 очка, 15,3 подбора, 2 блок-шота. Мэлоун был назван самым ценным игроком лиги второй год подряд, став единственным игроком НБА, когда-либо выигрывавшим эту награду в двух разных командах, что в четырех основных американских спортивных лигах (МЛБ, НФЛ, НХЛ, НБА) повторил только бейсболист Барри Бондс (1992–1993). Он был участником Матча звезд шестой сезон подряд и попал в первую сборную лучших игроков сезона, первую сборную лучших защищающихся. «Филадельфии Севенти Сиксерс» проиграли только одну игру в плей-офф, выиграв чемпионат лиги, победив «Лейкерс» со счетом 4:0 в финале НБА 1983 года. Мэлоун был признан MVP финальной серии.

## Достижения
- Чемпион НБА (1983)
- MVP финала НБА (1983)
- 3-кратный MVP НБА (1979, 1982—1983)
- 8 раз попадал в символическую сборную всех звёзд по итогам сезона (1979, 1982—1983, 1985 — первая команда, 1980—1981, 1984, 1987 — вторая команда)
- 2 раза попадал в символическую сборную всех звёзд защиты по итогам сезона (1983 — первая команда, 1979 — вторая команда)
- 12-кратный участник «матча всех звёзд НБА» (1978—1989)
- 6 раз становился лидером регулярного чемпионата НБА по подборам (1979, 1981—1985)
- 2 раза становился лидером регулярного чемпионата НБА по минутам (1979, 1982)
- Самое большое количество игр подряд без дисквалификаций (1212)
- В 1996 году был включён в список 50 величайших игроков в истории НБА[17]
- В 1997 году был включён в символическую сборную всех времён АБА[18]
- В 2001 году был введён в Зал славы баскетбола[19].

## Статистика в НБА
| Сезон                                                                                    | Команда     | Регулярный сезон | Регулярный сезон | Регулярный сезон | Регулярный сезон | Регулярный сезон | Регулярный сезон | Регулярный сезон | Регулярный сезон | Регулярный сезон | Регулярный сезон | Регулярный сезон | Серия плей-офф | Серия плей-офф | Серия плей-офф | Серия плей-офф | Серия плей-офф | Серия плей-офф | Серия плей-офф | Серия плей-офф | Серия плей-офф | Серия плей-офф | Серия плей-офф |
| Сезон                                                                                    | Команда     | GP               | GS               | MPG              | FG%              | 3P%              | FT%              | RPG              | APG              | SPG              | BPG              | PPG              | GP             | GS             | MPG            | FG%            | 3P%            | FT%            | RPG            | APG            | SPG            | BPG            | PPG            |
| ---------------------------------------------------------------------------------------- | ----------- | ---------------- | ---------------- | ---------------- | ---------------- | ---------------- | ---------------- | ---------------- | ---------------- | ---------------- | ---------------- | ---------------- | -------------- | -------------- | -------------- | -------------- | -------------- | -------------- | -------------- | -------------- | -------------- | -------------- | -------------- |
| 1976/77                                                                                  | Баффало     | 2                |                  | 3,0              | -                |                  | -                | 0,5              | 0,0              | 0,0              | 0,0              | 0,0              | Не участвовал  | Не участвовал  | Не участвовал  | Не участвовал  | Не участвовал  | Не участвовал  | Не участвовал  | Не участвовал  | Не участвовал  | Не участвовал  | Не участвовал  |
| 1976/77                                                                                  | Хьюстон     | 80               |                  | 31,3             | 48,0             |                  | 69,3             | 13,4             | 1,1              | 0,8              | 2,3              | 13,5             | 12             |                | 43,2           | 50,0           |                | 69,2           | 16,9           | 0,6            | 1,1            | 1,8            | 18,8           |
| 1977/78                                                                                  | Хьюстон     | 59               |                  | 35,7             | 49,9             |                  | 71,8             | 15,0             | 0,5              | 0,8              | 1,3              | 19,4             | Не участвовал  | Не участвовал  | Не участвовал  | Не участвовал  | Не участвовал  | Не участвовал  | Не участвовал  | Не участвовал  | Не участвовал  | Не участвовал  | Не участвовал  |
| 1978/79                                                                                  | Хьюстон     | 82               |                  | 41,3             | 54,0             |                  | 73,9             | 17,6             | 1,8              | 1,0              | 1,5              | 24,8             | 2              |                | 39,0           | 43,9           |                | 72,2           | 20,5           | 1,0            | 0,5            | 4,0            | 24,5           |
| 1979/80                                                                                  | Хьюстон     | 82               |                  | 38,3             | 50,2             | 0,0              | 71,9             | 14,5             | 1,8              | 1,0              | 1,3              | 25,8             | 7              |                | 39,3           | 53,6           | 0,0            | 76,7           | 13,9           | 1,0            | 0,6            | 2,3            | 25,9           |
| 1980/81                                                                                  | Хьюстон     | 80               |                  | 40,6             | 52,2             | 33,3             | 75,7             | 14,8             | 1,8              | 1,0              | 1,9              | 27,8             | 21             |                | 45,5           | 47,9           | 0,0            | 71,2           | 14,5           | 1,7            | 0,6            | 1,6            | 26,8           |
| 1981/82                                                                                  | Хьюстон     | 81               | 81               | 42,0             | 51,9             | 0,0              | 76,2             | 14,7             | 1,8              | 0,9              | 1,5              | 31,1             | 3              | 0              | 45,3           | 43,3           | -              | 93,3           | 17,0           | 3,3            | 0,7            | 0,7            | 24,0           |
| 1982/83                                                                                  | Филадельфия | 78               | 78               | 37,5             | 50,1             | 0,0              | 76,1             | 15,3             | 1,3              | 1,1              | 2,0              | 24,5             | 13             | 0              | 40,3           | 53,6           | 0,0            | 71,7           | 15,8           | 1,5            | 1,5            | 1,9            | 26,0           |
| 1983/84                                                                                  | Филадельфия | 71               | 71               | 36,8             | 48,3             | 0,0              | 75,0             | 13,4             | 1,4              | 1,0              | 1,5              | 22,7             | 5              | 0              | 42,4           | 45,8           | -              | 96,9           | 13,8           | 1,4            | 0,6            | 2,2            | 21,4           |
| 1984/85                                                                                  | Филадельфия | 79               | 79               | 37,4             | 46,9             | 0,0              | 81,5             | 13,1             | 1,6              | 0,8              | 1,6              | 24,6             | 13             | 13             | 38,8           | 42,5           | 0,0            | 79,6           | 10,6           | 1,8            | 1,3            | 1,7            | 20,2           |
| 1985/86                                                                                  | Филадельфия | 74               | 74               | 36,6             | 45,8             | 0,0              | 78,7             | 11,8             | 1,2              | 0,9              | 1,0              | 23,8             | Не участвовал  | Не участвовал  | Не участвовал  | Не участвовал  | Не участвовал  | Не участвовал  | Не участвовал  | Не участвовал  | Не участвовал  | Не участвовал  | Не участвовал  |
| 1986/87                                                                                  | Вашингтон   | 73               | 70               | 33,9             | 45,8             | 0,0              | 82,2             | 11,3             | 1,7              | 0,8              | 1,3              | 24,2             | 3              | 3              | 38,0           | 44,7           | -              | 95,2           | 12,7           | 1,7            | 0,0            | 1,0            | 20,7           |
| 1987/88                                                                                  | Вашингтон   | 79               | 78               | 34,1             | 48,7             | 28,6             | 78,8             | 11,2             | 1,4              | 0,7              | 0,9              | 20,3             | 5              | 5              | 39,6           | 46,2           | 0,0            | 82,5           | 11,2           | 1,4            | 0,6            | 0,8            | 18,6           |
| 1988/89                                                                                  | Атланта     | 81               | 80               | 35,5             | 49,1             | 0,0              | 78,9             | 11,8             | 1,4              | 1,0              | 1,2              | 20,2             | 5              | 5              | 39,4           | 50,0           | 100,0          | 78,4           | 12,0           | 1,8            | 1,4            | 0,8            | 21,0           |
| 1989/90                                                                                  | Атланта     | 81               | 81               | 33,8             | 48,0             | 11,1             | 78,1             | 10,0             | 1,6              | 0,6              | 1,0              | 18,9             | Не участвовал  | Не участвовал  | Не участвовал  | Не участвовал  | Не участвовал  | Не участвовал  | Не участвовал  | Не участвовал  | Не участвовал  | Не участвовал  | Не участвовал  |
| 1990/91                                                                                  | Атланта     | 82               | 15               | 23,3             | 46,8             | 0,0              | 83,1             | 8,1              | 0,8              | 0,4              | 0,9              | 10,6             | 5              | 0              | 16,8           | 20,0           | -              | 92,9           | 6,2            | 0,6            | 0,4            | 0,2            | 4,2            |
| 1991/92                                                                                  | Милуоки     | 82               | 77               | 30,6             | 47,4             | 37,5             | 78,6             | 9,1              | 1,1              | 0,9              | 0,8              | 15,6             | Не участвовал  | Не участвовал  | Не участвовал  | Не участвовал  | Не участвовал  | Не участвовал  | Не участвовал  | Не участвовал  | Не участвовал  | Не участвовал  | Не участвовал  |
| 1992/93                                                                                  | Милуоки     | 11               | 0                | 9,5              | 31,0             | -                | 77,4             | 4,2              | 0,6              | 0,1              | 0,7              | 4,5              | Не участвовал  | Не участвовал  | Не участвовал  | Не участвовал  | Не участвовал  | Не участвовал  | Не участвовал  | Не участвовал  | Не участвовал  | Не участвовал  | Не участвовал  |
| 1993/94                                                                                  | Филадельфия | 55               | 2                | 11,2             | 44,0             | 0,0              | 76,9             | 4,1              | 0,6              | 0,2              | 0,3              | 5,3              | Не участвовал  | Не участвовал  | Не участвовал  | Не участвовал  | Не участвовал  | Не участвовал  | Не участвовал  | Не участвовал  | Не участвовал  | Не участвовал  | Не участвовал  |
| 1994/95                                                                                  | Сан-Антонио | 17               | 0                | 8,8              | 37,1             | 50,0             | 68,8             | 2,7              | 0,4              | 0,1              | 0,2              | 2,9              | Не участвовал  | Не участвовал  | Не участвовал  | Не участвовал  | Не участвовал  | Не участвовал  | Не участвовал  | Не участвовал  | Не участвовал  | Не участвовал  | Не участвовал  |
|                                                                                          | Всего       | 1329             | 786              | 33,9             | 49,1             | 10,1             | 76,9             | 12,2             | 1,4              | 0,8              | 1,3              | 20,6             | 94             | 26             | 40,4           | 47,9           | 14,3           | 76,2           | 13,8           | 1,4            | 0,9            | 1,6            | 22,1           |
| Наведите курсор мыши на аббревиатуры в заголовке таблицы, чтобы прочесть их расшифровку. |             |                  |                  |                  |                  |                  |                  |                  |                  |                  |                  |                  |                |                |                |                |                |                |                |                |                |                |                |